# Musée HR Giger
Pour les articles homonymes, voir Giger.
Le musée HR Giger, officiellement Museum HR Giger, est un musée créé en 1998 par l'artiste suisse Hans Ruedi Giger et situé à Gruyères, dans le canton de Fribourg, en Suisse.

## Description

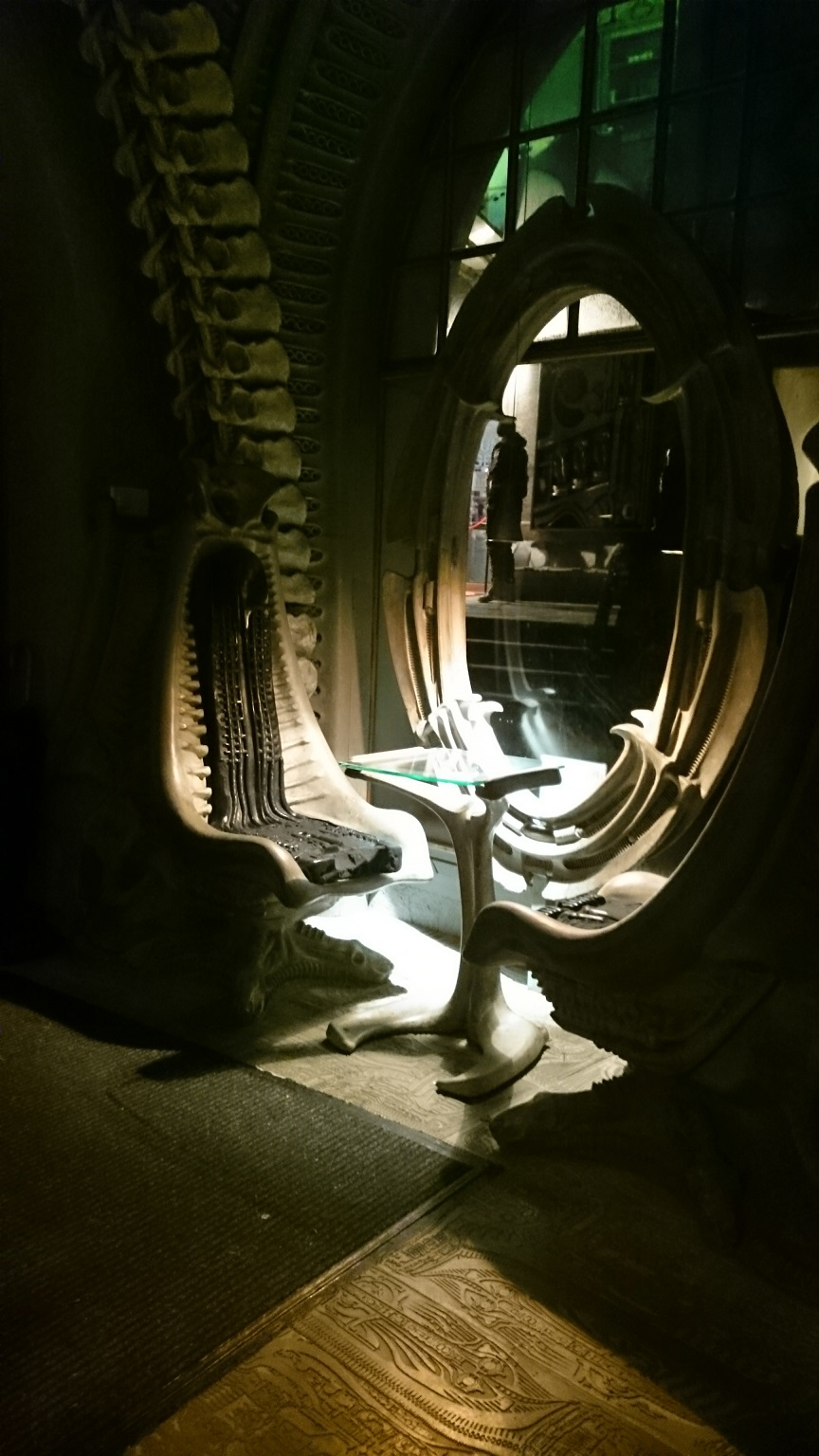
Musée HR Giger depuis le bar.

En 1990, Hans Ruedi Giger expose au château de Gruyères et « tombe amoureux » de cette cité médiévale, selon son épouse Carmen,. Le couple acquiert un bâtiment de Gruyères en septembre 1997 pour 2 millions de francs suisses afin d'y ouvrir un musée le 20 juin 1998,.
Le bar Giger est ouvert en face du musée en 2003.

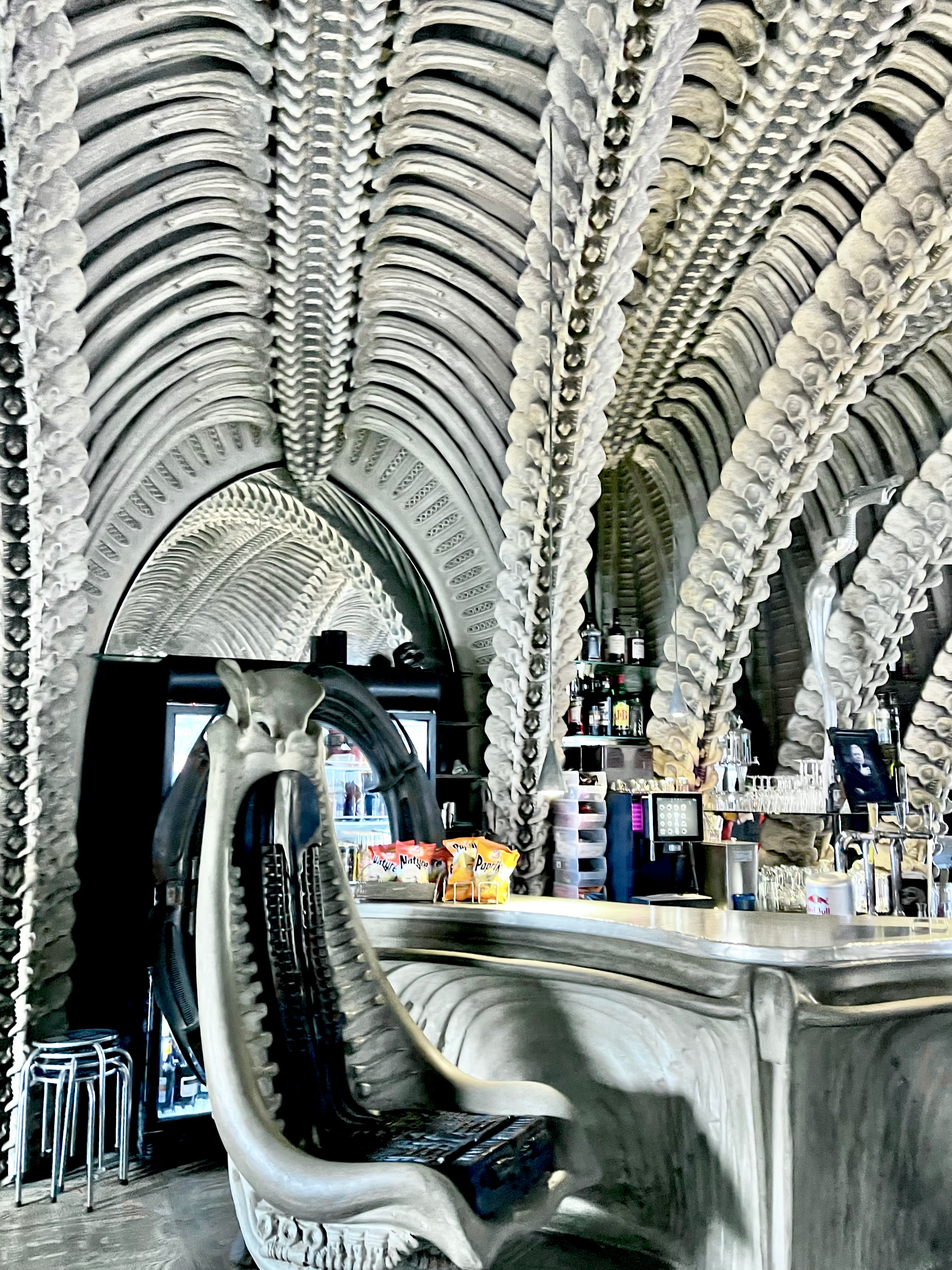
le Bar Giger à Gruyères (Fribourg)

Depuis 2003, le musée attire chaque année environ 35 000 visiteurs.

## Collection
Le musée HR Giger abrite 500 pièces capitales de l'œuvre de Giger, dont la série des « Spell », le cycle de « N. Y. City » et diverses références au cinéma, notamment au film Alien.

## Lien externe

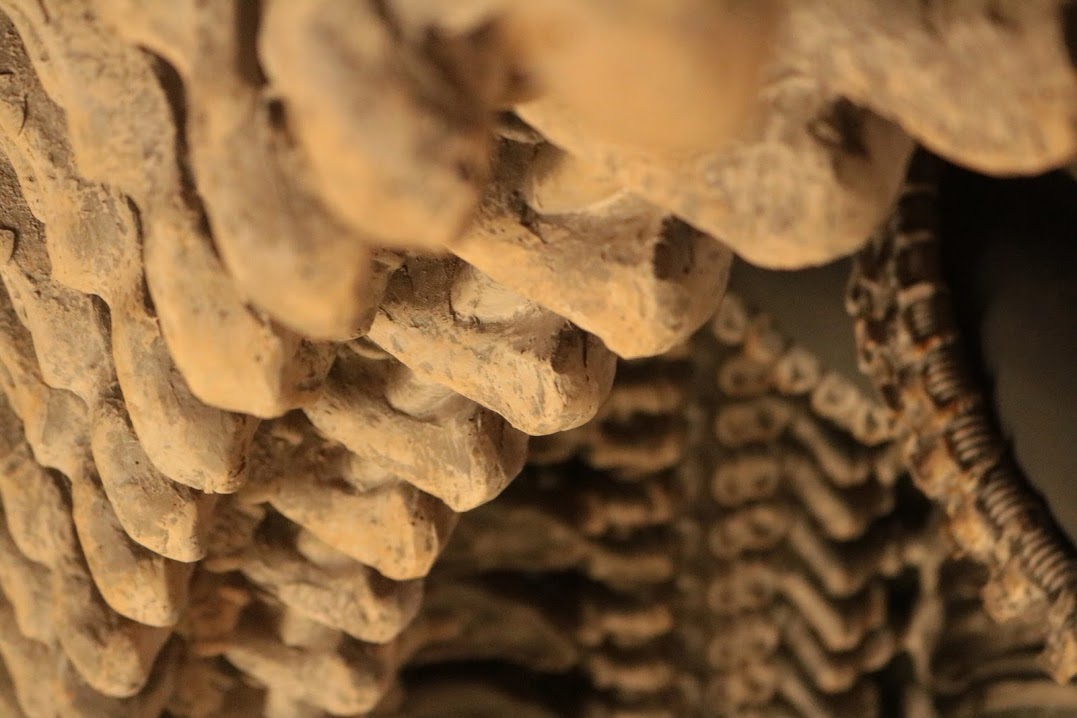